# Tom Lord-Alge
Tom Lord-Alge (1963) háromszoros Grammy-díjas amerikai zenei producer, hang- és keverőmérnök. Pályafutását hangmérnökként és producerként kezdte meg, azonban mára már szinte kizárólag keverőmérnökként dolgozik. Lord-Alge két Grammy-díjat nyert Steve Winwood Back in the High Life (1986) és Roll With It (1988) című albumain nyújtott munkájáért, melyek a legjobban kevert kiadvány (nem klasszikus) kategóriákban kaptak díjat. Lord-Alge harmadik Grammy-díját a Santana Supernatural (1999) című albumárt kapta, ami az év albuma kategóriában diadalmaskodott. Lord-Alge többek között a Ween, a U2, a Simple Minds, a Rolling Stones, Pink, Peter Gabriel, Sarah McLachlan, a Dave Matthews Band, a Blink-182, Avril Lavigne, az Oasis és Marilyn Manson albumain is munkálkodott.

## Pályafutása
Lord-Alge első jelentősebb munkája Steve Winwood Grammy-nyertes Back in the High Life című albumának hangmérnöki, illetve a slágerlista-vezető Higher Love című dalának társproduceri pozíciója volt. Ezek után kilépett a Unique Recordingtól, hogy szabadúszó hang- és keverőmérnökként dolgozhasson tovább.
Lord-Alge keverőmérnöki pályafutásának fordulópontja 1993-ban történt a Crash Test Dummies God Shuffled His Feet albuma után, melyen szerepel a Mmm mmm mmm mmm című slágerük is. Nem sokkal ezután a Live többszörös platinalemezes Throwing Copper albumát keverte, melyből 2000-ig több, mint 8 millió példány kelt az Amerikai Egyesült Államokban. Ezen albumok sikerei megalapozták Lord-Alge profi keverőmérnöki pályafutását.
Bátyjához, Chris Lord-Alge-hoz hasonlóan Tom is a tömörítés széles körű alkalmazásáról ismert mind kreatív, mind funkcionalitási technikaként.

## Magánélete
Tom ötgyermekes családba született, akik közül közül hárman, Tom, Chris és Jeff is hang- és keverőmérnök. Édesanyjuk, Vivian Lord dzsesszénekes és zongorista volt, míg édesapjuk zenegépek értékesítéséből élt meg. Tom 1984-ben csatlakozott bátyjához a New York-i Unique Recordingnál miután egy ideig koncerthangmérnökként dolgozott. Tom Chris asszisztenseként kezdte pályafutását, aki akkoriban vezető hangmérnökként dolgozott. Tom elmondása szerint Chris erős hatással volt a korai hang- és keverőmérnöki fejlődésére.

## Válogatott diszkográfia
| Előadó                 | Album (kiadó)                                 | Szerepkör                              |
| ---------------------- | --------------------------------------------- | -------------------------------------- |
| Angels & Airwaves      | We Don’t Need to Whisper (Geffen)             | Keverőmérnök                           |
| Angels & Airwaves      | The Dream Walker (To the Stars)               | Keverőmérnök                           |
| Newsboys               | Thrive (Sparrow)                              | Keverőmérnök                           |
| The Rolling Stones     | GRRR! (ABKCO/Interscope)                      | Keverőmérnök                           |
| Hanson                 | Anthem (3CG Records)                          | Keverőmérnök                           |
| Avril Lavigne          | Let Go (Epic)                                 | Keverőmérnök                           |
| Bon Jovi               | Tour Box (Island)                             | Keverőmérnök                           |
| Pink                   | Funhouse (laFace/Zomba)                       | Keverőmérnök                           |
| Taking Back Sunday     | New Again (Warner)                            | Keverőmérnök                           |
| Five For Fighting      | Slice (Aware/Wind-Up)                         | Keverőmérnök                           |
| Fall Out Boy           | Infinity on High (Island)                     | Keverőmérnök                           |
| Yellowcard             | Paper Walls (Capitol)                         | Keverőmérnök                           |
| Annie Lennox           | Songs of Mass Destruction (RCA)               | Keverőmérnök                           |
| Avril Lavigne          | Under My Skin (RCA)                           | Keverőmérnök                           |
| Avril Lavigne          | The Best Damn Thing (RCA)                     | Keverőmérnök                           |
| Hoobastank             | Every Man for Himself (Island)                | Keverőmérnök                           |
| Jonas Brothers         | It’s About Time (INO/Daylight/Columbia)       | Keverőmérnök                           |
| Backstreet Boys        | Never Gone (Jive)                             | Keverőmérnök                           |
| Courtney Love          | America’s Sweetheart (Virgin)                 | Keverőmérnök                           |
| Everclear              | Slow Motion Daydream (Capitol)                | Keverőmérnök                           |
| Faith Hill             | Cry (Warner)                                  | Keverőmérnök                           |
| Sum 41                 | Does This Look Infected? (Aquarius/Island)    | Keverőmérnök                           |
| The Goo Goo Dolls      | Gutterflower (Warner)                         | Keverőmérnök                           |
| Weezer                 | Maladroit (Geffen)                            | Keverőmérnök                           |
| OK Go                  | OK Go (Capitol)                               | Keverőmérnök                           |
| Sum 41                 | All Killer, No Filler (Aquarius/Island)       | Keverőmérnök                           |
| Blink-182              | Take Off Your Pants and Jacket (MCA)          | Keverőmérnök                           |
| Weezer                 | Weezer (Geffen)                               | Keverőmérnök                           |
| Good Charlotte         | Good Charlotte (Daylight/Epic)                | Keverőmérnök                           |
| Blink-182              | Enema of the State (MCA)                      | Keverőmérnök                           |
| Vertical Horizon       | Everything You Want (RCA)                     | Keverőmérnök                           |
| Santana                | Supernatural (Arista)                         | Engineer, Mix                          |
| Marilyn Manson         | Mechanical Animals (Nothing/Interscope)       | Keverőmérnök                           |
| Dave Matthews Band     | Under the Table and Dreaming (RCA)            | Keverőmérnök                           |
| Barenaked Ladies       | Stunt (Reprise)                               | Keverőmérnök                           |
| Fuel                   | Sunburn (550/Epic)                            | Keverőmérnök                           |
| The Rolling Stones     | Bridges to Babylon (Virgin)                   | Keverőmérnök                           |
| Hanson                 | Middle of Nowhere (Mercury/Polygram)          | Keverőmérnök                           |
| Limp Bizkit            | Three Dollar Bill, Y’All (Flip/Interscope)    | Keverőmérnök                           |
| Korn                   | Life Is Peachy (Immortal/Epic)                | Keverőmérnök                           |
| Dave Matthews Band     | Crash (RCA)                                   | Keverőmérnök                           |
| The Cure               | Wild Mood Swings (Elektra/Fiction)            | Keverőmérnök                           |
| Simple Minds           | Good News from the Next World (Virgin)        | Keverőmérnök                           |
| Live                   | Throwing Copper (Radioactive)                 | Keverőmérnök                           |
| Steve Winwood          | Refugees of the Heart (Virgin)                | Társproducer, hangmérnök, keverőmérnök |
| Billy Joel             | Storm Front (Columbia)                        | Keverőmérnök                           |
| Steve Winwood          | Back in the High Life (Island)                | Hang- és keverőmérnök                  |
| Jimmie’s Chicken Shack | Pushing the Salmanilla Envelope (Rocket)      | Keverőmérnök                           |
| Jimmie’s Chicken Shack | Bring Your Own Stereo (Rocket/Island/Def Jam) | Keverőmérnök                           |